# Jan II (burgrabia Norymbergi)
Jan II (ur. około 1309, zm. 1357), zwany „Nabywca” (Conquæstor) – burgrabia Norymbergi w latach 1332–1357 z domu Hohenzollern. Był siódmym burgrabią norymberskim pochodzącym z rodu Hohenzollernów.
Był starszym synem Fryderyka IV i Małgorzaty z Karyntii (zm. 1348). Urodził się prawdopodobnie w 1309 roku (na pewno przed 1320). Rządy objął po ojcu w 1332 roku. Rok wcześniej Fryderyk IV nabył miasta Ansbach dla rodziny Hohenzollernów.
Do jego rodzeństwa należeli między innymi:
- Helena z Zollern-Norymbergi (ok. 1307 – po 14 listopada 1378); ∞ I: hrabia Otto VIII (VII) z Weimar-Orlamünde (zm. 1334) ∞ II (przed 27 stycznia 1346), hrabia Henryk VIII (IX) ze Schwarzburga (zm. po 11 czerwca 1358)
- Konrad II (IV) z Zollern (zm. 3 kwietnia 1334)
- Fryderyk z Zollern-Norymbergi, biskup Ratyzbony (przed 1325 do dnia 21 lutego 1368)
- Anna z Zollern-Norymbergi (zm. po 1340)
- Małgorzata z Zollern-Norymbergi (przed 1330 – 13 listopada 1382)
- Agnieszka z Zollern-Norymbergi (przed 1336 – po 20 lutego 1364)
- Albrecht z Zollern zwany Pięknym (ok. 1319 – 4 kwietnia 1361)
- Berthold z Zollern-Norymbergi, biskup Eichstätt (1320 – 13 września 1365, Willibaldsburg, Eichstätt)
- Katarzyna Zollern-Norymbergi (ok. 1323 – 12 marca 1373), żona hrabiego Eberhard I z Wertheim

Za rządów Jana II doszło do pogromu ludności żydowskiej w mieście, którą oskarżano o wybuch zarazy, która pochłonęła wiele ofiar w Norymberdze.
Przydomek zdobył przez zwiększenie własności frankońskiego domu Hohenzollernów. Kluczowe znaczenie miało nabycie Kulmbach Plassenburg z dziedzictwa hrabiów Andechs-Merania przez porozumienia co do sukcesji, która weszła w życie po wymarciu głównej linii poprzednich właścicieli, hrabiów Orlamünde w 1340 roku.
Poślubił Elżbietę von Henneberg (zm. 1377), córkę Bertolda VII (1272 - 13 kwietnia 1340), hrabiego Henneberg-Schleusingen oraz Adelajdy Heskiej (1268 – 1317), córki Henryka I (1244-1308), pierwszego landgrafa Hesji i jego pierwszej żony Adelajdy (zm. 1274) z dynastii Welfów.
Jan II i Elżbieta von Henneberg mieli piątkę dzieci:
1. Fryderyk V (1333–1398)
2. Małgorzata (1333-1377), druga żona Stefana II Wittelsbacha (1319–1375), księcia na Landshut – syna Ludwika IV Bawarskiego (zm. 1347), króla i cesarza rzymskiego. Ślub 14 lutego 1359 r. Nie mieli dzieci.
3. Elżbieta
4. Anna (zm. 1383), ksieni klasztoru w Himmelkron (1370/83)
5. Adelajda